# Moricandia nitens
Moricandia nitens là một loài thực vật có hoa trong họ Cải. Loài này được Dur. & Barr. mô tả khoa học đầu tiên.